# Grande-Bretagne aux Jeux paralympiques d'hiver de 1984
La Grande-Bretagne participe aux Jeux paralympiques d'hiver de 1984 à Innsbruck. Elle y remporte dix médailles : zéro en or, quatre en argent et six en bronze, se situant à la douzième place des nations au tableau des médailles. La délégation britanniques regroupe 22 sportifs.